# Homoloidea
Super-famille
Les Homoloidea sont une super-famille de crabes. Elle comprend cinq familles dont deux fossiles.

## Liste des familles
Selon World Register of Marine Species (7 juillet 2016) :
- famille Homolidae De Haan, 1839
- famille Latreilliidae Stimpson, 1858
- famille Poupiniidae Guinot, 1991
- famille †Gastrodoridae Van Bakel, Fraaije, Jagt & Artal, 2008
- famille †Tithonohomolidae Feldmann & Schweitzer, 2009

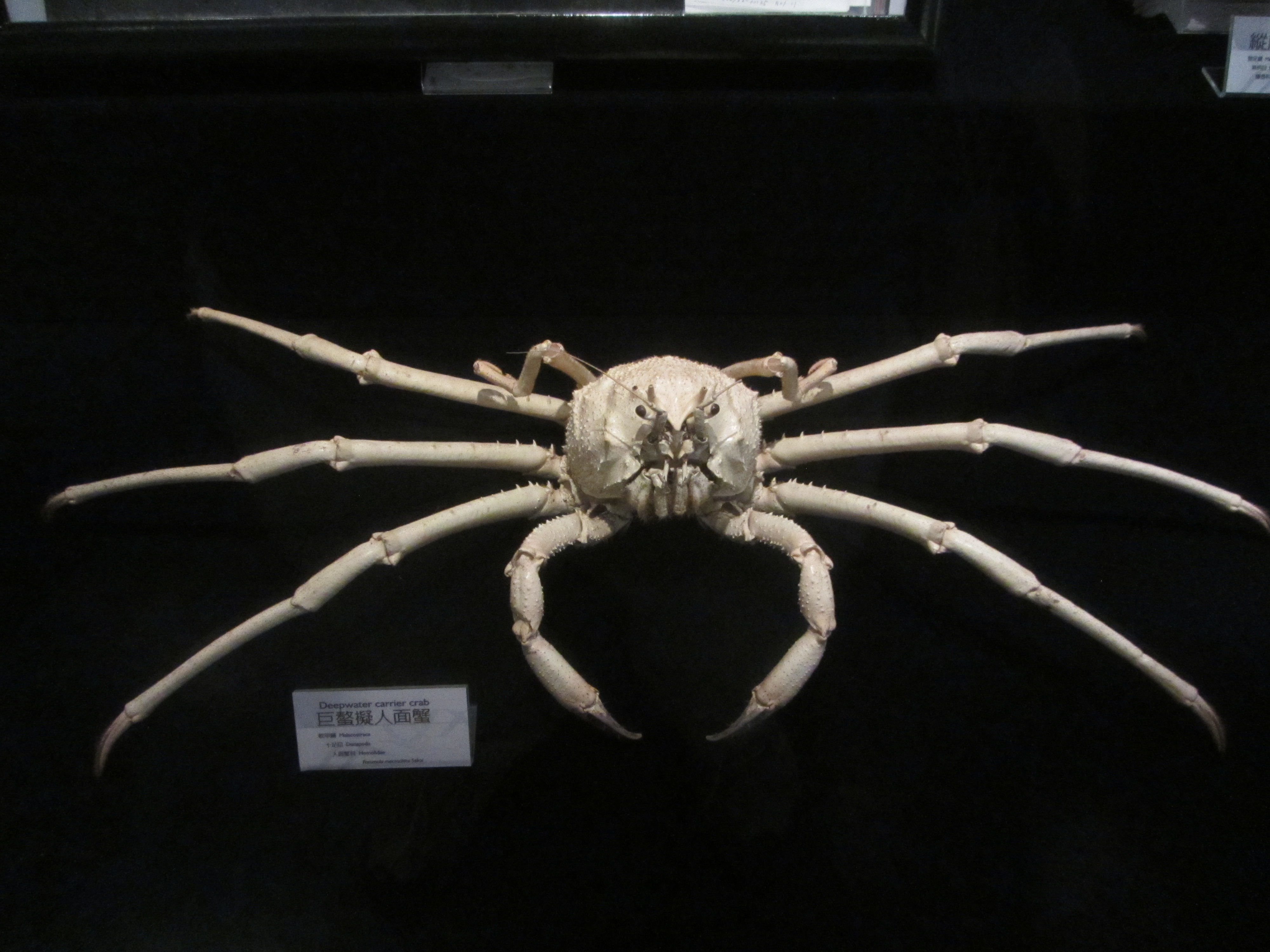
Paromola macrochira (Homolidae)
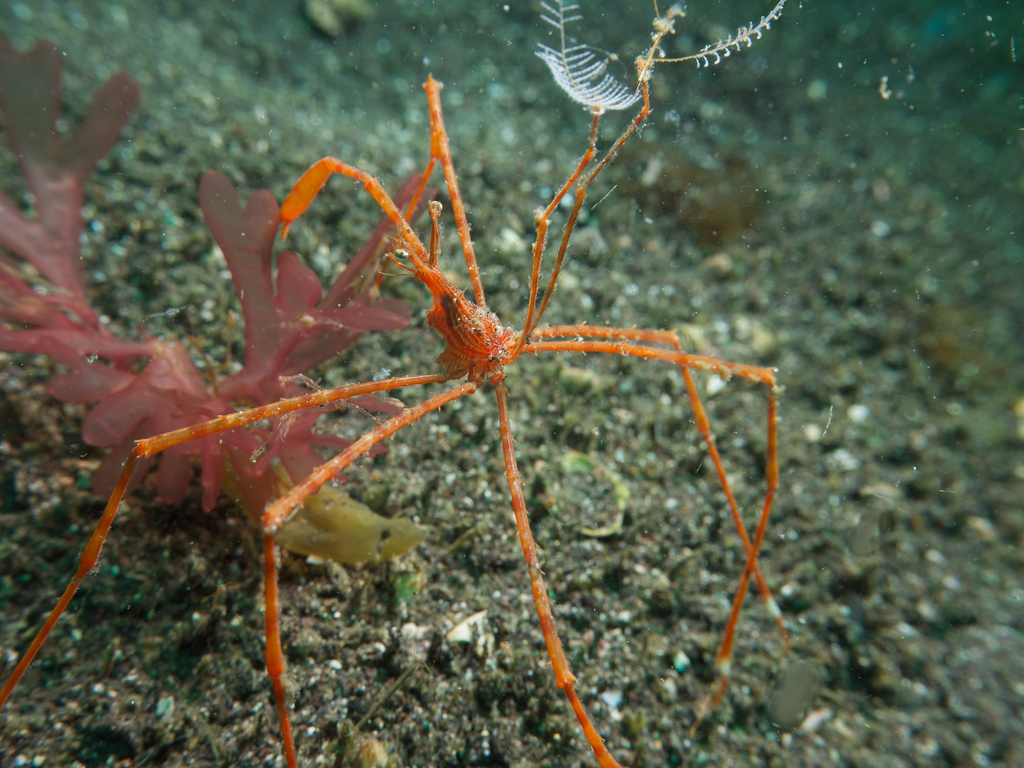
Eplumula phalangium (Latreilliidae)

## Référence
- de Haan, 1839 : Crustacea. Fauna Japonica sive Descriptio Animalium, Quae in Itinere per Japoniam, Jussu et Auspiciis Superiorum, qui Summum in India Batava Imperium Tenent, Suscepto, Annis 1823–1830 Collegit, Noitis, Observationibus et Adumbrationibus Illustravit. Leiden: Lugduni-Batavorum. p. 1–243.

## Sources
- Ng, Guinot & Davie, 2008 : Systema Brachyurorum: Part I. An annotated checklist of extant brachyuran crabs of the world. Raffles Bulletin of Zoology Supplement, n. 17, p. 1–286.
- De Grave & al., 2009 : A Classification of Living and Fossil Genera of Decapod Crustaceans. Raffles Bulletin of Zoology Supplement, n. 21, p. 1-109.